# Канівський коледж культури і мистецтв
Відокремлений структурний підрозділ «Канівський фаховий коледж культури і мистецтв Уманського державного педагогічного університету імені Павла Тичини»— заклад фахової передвищої освіти у м. Каневі, в якому здійснюється підготовка фахівців за ОПС «Фаховий молодший бакалавр»
Створено у 1944 р. як технікум політосвіти, в подальшому було перейменовано в технікум з підготовки культурно-освітніх працівників; культурно-освітнє училище; училище культури; училище культури і мистецтв.
1957 р. — наказ № 551 від 04.07.1957 р. Міністра культури Української РСР «Про перевід технікуму підготовки культурно-освітніх працівників з м. Білгород-Дністровського Одеської обл. до м. Канева Черкаської обл. та відкриття Канівського технікуму підготовки культурно-освітніх працівників».
2001 р. — заклад перейменовано на «Канівське училище культури і мистецтв».
2010 р. — перейменовано на «Канівське училище культури і мистецтв Черкаської обласної ради».
Указом Президента України про підготовку та відзначення 200 річчя від дня народження Т. Г. Шевченка, було передбачено створення у м. Каневі вищого навчального закладу з підготовки фахівців гуманітарного профілю. У 2013 році на базі училища був створений Канівський гуманітарний інститут Уманського державного педагогічного університету імені Павла Тичини.
2014 р. — наказ Міністерства освіти і науки України від 05.02.2014 р. № 105 «Про заходи, пов'язані з утворенням Канівського коледжу культури і мистецтв Уманського державного педагогічного університету імені Павла Тичини». Протягом 2014—2016 рр. одночасно функціонували два заклади — гуманітарний інститут та коледж. У серпні 2016 року Канівський гуманітарний інститут було ліквідовано.
2020 р. — наказом Міністерства освіти і науки України від 29.12.2020 р. № 1573 «Про перейменування відокремленого структурного підрозділу Уманського державного педагогічного університету
імені Павла Тичини» Канівський коледж культури і мистецтв Уманського державного педагогічного університету імені Павла Тичини було перейменовано в Відокремлений структурний підрозділ «Канівський фаховий коледж культури і мистецтв Уманського державного педагогічного університету імені Павла Тичини»

## Спеціальності коледжу
Коледж надає освітні послуги на основі базової та повної загальної середньої освіти за такими спеціальностями:

### Денна форма навчання
на основі базової з/с освіти (9 класів) — термін навчання 3 роки 10 місяців
на основі повної з/с освіти (11 класів) — термін навчання 2 роки 10 місяців

«Аудіовізуальне мистецтво та виробництво»
— Керівник аматорської кіно-фото-відеостудії

«Образотворче мистецтво, декоративне мистецтво, реставрація»
— Керівник аматорського колективу (гуртка, студії) образотворчого мистецтва, викладач початкових спеціалізованих мистецьких навчальних закладів

«Хореографія»:
— керівник аматорського хореографічного колективу, артистів ансамблю сучасного танцю, викладачів початкових спеціалізованих мистецьких навчальних закладів
— керівник аматорського хореографічного колективу, артистів ансамблю народного танцю, викладачів початкових спеціалізованих мистецьких навчальних закладів
— керівник аматорського хореографічного колективу, артистів ансамблю бального танцю, викладачів початкових спеціалізованих мистецьких навчальних закладів

«Музичне мистецтво»
Спеціалізації:
— Народне пісенне мистецтво;
організатор культурно-дозвіллєвої діяльності, керівник аматорського хорового колективу
— Народне інструментальне мистецтво (духові та естрадні інструменти);
організатор культурно-дозвіллєвої діяльності, керівник аматорського інструментального колективу (духові та естрадні інструменти)
— Народне інструментальне мистецтво (народні інструменти);
організатор культурно-дозвіллєвої діяльності, керівник аматорського інструментального колективу (народні інструменти)

«Сценічне мистецтво»
— Організатор театралізованих народних масових свят і обрядів

«Менеджмент соціокультурної діяльності»
— Фахівець з менеджменту соціокультурної сфери, організатор соціокультурної діяльності

«Інформаційна, бібліотечна та архівна справа»
— Фахівець з інформаційної, бібліотечної та архівної справи.
для цієї спеціальності навчання триває на основі базової з/с освіти (9 класів) — 2 роки 10 місяців
на основі повної з/с освіти (11 класів) — 1 роки 10 місяців

### Заочна форма навчання
на основі повної з/с освіти (11 класів) — термін навчання 2 роки 10 місяців
«Аудіовізуальне мистецтво та виробництво»
— Керівник аматорської кіно-фото-відеостудії

«Образотворче мистецтво, декоративне мистецтво, реставрація» із присвоєнням кваліфікації:
— Керівник аматорського колективу (гуртка, студії) образотворчого мистецтва, викладач початкових спеціалізованих мистецьких навчальних закладів

«Музичне мистецтво»
Спеціалізації:
— Народне пісенне мистецтво;
організатор культурно-дозвіллєвої діяльності, керівник аматорського хорового колективу
— Народне інструментальне мистецтво (духові та естрадні інструменти);
організатор культурно-дозвіллєвої діяльності, керівник аматорського інструментального колективу (духові та естрадні інструменти)
— Народне інструментальне мистецтво (народні інструменти);
організатор культурно-дозвіллєвої діяльності, керівник аматорського інструментального колективу (народні інструменти)

«Сценічне мистецтво»
— Організатор театралізованих народних масових свят і обрядів

«Менеджмент соціокультурної діяльності»
— Фахівець з менеджменту соціокультурної сфери, організатор соціокультурної діяльності

«Інформаційна, бібліотечна та архівна справа»
— Фахівець з інформаційної, бібліотечної та архівної справи.
для цієї спеціальності навчання триває — 1 рік 10 місяців